# سیاه کوچه
سیاه کوچه، روستایی از توابع بخش مرکزی شهرستان آستانه اشرفیه در استان گیلان ایران است.

## جمعیت
این روستا در دهستان کیسم قرار دارد و براساس سرشماری مرکز آمار ایران در سال ۱۳۸۵، جمعیت آن ۷۱۲ نفر (۲۱۸خانوار) بوده‌است.